# Soba za razmišljanje
U kontekstu slobodnog zidarstva, soba za razmišljanje (engl. Chamber of Reflection; fran. Cabinet de réflexion), a poznata i kao soba izgubljenih koraka, soba za kontemplaciju ili soba refleksije, je prostorija koja se nalazi u predvorju lože i predstavlja sastavni je dio masonskog hrama te ima ključnu ulogu u procesu inicijacije. Ova prostorija služi kao posvećeno mjesto gdje se odvija važna faza rituala inicijacije, koja kandidata stavlja u stanje osame s ciljem poticanja introspekcije i samopropitivanja. Doživljaj unutar sobe za razmišljanje obogaćen je simboličkim predmetima i poticajnim izrekama, čiji se detalji mogu neznatno razlikovati među različitim obredima i tradicijama slobodnog zidarstva.
Razdoblje osame unutar sobe za razmišljanje predstavlja početnu fazu šireg rituala inicijacije, obilježavajući početak kandidatskog putovanja kroz slobodno zidarstvo. Ovo osamljeno okruženje omogućuje budućim članovima da se posvete dubokom promišljanju, postavljajući temelje za njihov duhovni i intelektualni razvoj unutar masonskog bratstva.

## Podrijetlo
Izolacija je stoljećima stara praksa rituala inicijacije. Plemena Mandinka, na primjer, šalju mladog pripadnika da se izolira u šumi kako bi se suočio s kankourangom.
Točno podrijetlo sobe za razmišljanje u slobodnom zidarstvu ostaje obavijeno velom tajne, ponajviše zbog povjerljivog karaktera same organizacije. Utvrđivanje početaka ove ritualne prakse predstavlja velik izazov za povjesničare i masonologe. Ipak, razni dokazi sugeriraju drevno podrijetlo ove tradicije, koje seže unatrag do prvih pisanih izlaganja koja opisuju stvarni obred, a ne samo katekizam. Povijesni zapisi ukazuju na postojanje "mračne sobe", također nazivane "crnom sobom" ili "sobom za meditaciju", koja je korištena u ranim fazama spekulativnog slobodnog zidarstva. 
Jedan od najstarijih masonskih spisa, La réception d'un Frey-Maçon iz 1737. godine, opisuje praksu:
 Primatelja vodi predlagatelj, koji postaje njegov kum, u jednu od prostorija lože gdje nema svjetla, i gdje ga se pita ima li poziv da bude primljen.
Slično je opisano i u djelu Le secret des francs-maçons iz 1745.:
 Prostorija za prijem mora se sastojati od nekoliko soba, od kojih jedna ne smije imati svjetla. Upravo u tu prostoriju kum prvo vodi primatelja [...] Zatim mu se stavlja povez preko očiju, i ostavlja ga se na razmišljanje otprilike sat vremena.
Kasnija izdanja, poput Jachin and Boaz iz 1762. godine, potvrđuju:
 [...] naredio je stražarima da pripreme osobu koja obično čeka u sobi udaljenoj od glavne lože, sama, ostavljena od prijatelja koji ju je predložio. Vodi se u drugu sobu, potpuno mračnu [...]
Osim toga, u djelu Solomon in all his glory; or, the Master-Mason iz 1766. godine navodi se:
 To je bio mračan prostor s zatvorenim prozorima i navučenim zavjesama. Ovo, rekao je, nazivamo crnom sobom: još uvijek je u vašoj moći nastaviti s ceremonijom ili je napustiti; prepuštam vas vašim razmišljanjima.
Naziv "crna soba" ili "mračna soba" bio je uobičajen do razdoblja između 1740. i 1750. godine. Tako se u ranom ritualu Bonseigneur u Lujzijani spominje:
 ...Brat dvernik, koji ga naglo vodi u mračnu sobu (također poznatu kao Soba za razmišljanje)...
Ovo ukazuje na promjenu u terminologiji koja se tada počela razvijati.

### Utjecaj alkemije i ezoterije
Neki masonski istraživači smatraju da praksa sobe za razmišljanje, zajedno s alkemijskim aluzijama, potječe iz samih početaka spekulativnog slobodnog zidarstva. Ova perspektiva temelji se na vjerovanju da uklanjanje svih metala, poznata alkemijska praksa, ima simboličku važnost u slobodnozidarskom kontekstu. Nadalje, tri stupnja slobodnog zidarstva uključuju kazne koje se mogu protumačiti kao aluzije na elemente vode, zraka i vatre, dok zemlja izostaje. Iz toga proizlazi da je soba za razmišljanje možda simbolički predstavljala nedostajući element zemlje. Drugi povjesničari povjesničari povezuju sobu za razmišljanje s alkemijskim tradicijama kroz prisutnost tri hermetička principa u prostoru: soli, sumpora i žive. Antoine-Joseph Pernety, osnivač Lože "Osvijetljeni Avignon" (Loge Illuminés d'Avignon), navodno je 1750. godine uveo Obred alkemijskog inicijacijskog stupnja koji je sadržavao elemente prisutne u današnjoj sobi za razmišljanje.
Francuski pisac i filozof Daniel Béresniak povlači paralelu između mitskog labirinta kretskog Minotaura, kojeg je sagradio Dedal, i sobe za razmišljanje. Pisac Oswald Wirth dao je značajan doprinos razumijevanju masonskog simbolizma, promičući ideju alkemijskog podrijetla sobe za razmišljanje kroz svoja brojna djela.

## Opis sobe
Soba za razmišljanje, ključni element inicijacijskih obreda slobodnog zidarstva, obično nije smještena unutar glavnog prostora masonskog hrama, već je odvojena. Radi se o maloj prostoriji obojenoj u crno ili prekrivenoj crnim zavjesama, bez prozora i minimalistički namještenoj stolcem i stolom. Kandidat u toj sobi prolazi kroz razdoblje dubokog razmišljanja, često pišući svoj filozofski testament. Ovaj tekst simbolizira njegovu spremnost na promjenu i suočavanje s vlastitim predrasudama i negativnim strastima. Soba za razmišljanje jedino je mjesto unutar obreda gdje je kandidat potpuno izoliran.
Na zidovima sobe često se nalaze alkemijski i masonski simboli, uključujući poznati akronim V.I.T.R.I.O.L (u škotskim obredima proširen na V.I.T.R.I.O.L.U.M.) koji znači: "Visita Interiora Terræ Rectificando Invenies Occultum Lapidem (Veram Medicinam)" – u prijevodu: "Posjeti nutrinu Zemlje i pročišćenjem ćeš pronaći skriveni kamen (istinsku medicinu)." Ova poruka, usmjerena na introspekciju, uspoređuje se s timpanom iz hrama Apolona u Delfima: "Upoznaj samoga sebe i upoznat ćeš svemir i bogove."
Soba je ukrašena simbolima koji podsjećaju na ljudsko stanje, poput lubanje, trulog kruha, soli, sumpora i pijetla (simbola žive ili ustrajnosti). Često se na zidovima nalaze i izreke poput: "Ako te ovdje dovela znatiželja, idi; ako tvoja duša osjeća strah, ne idi dalje; ako voliš ljudske počasti, idi, ovdje ih ne poznajemo; ako ustraješ, pročistit ćeš se kroz elemente i izići iz tame u svjetlost."
Poznati američki slobodni zidar Albert Mackey opisuje sobu za razmišljanje u svojoj enciklopediji iz 1873. godine kao:
 ... mala prostorija uz ložu, u kojoj se kandidat prije inicijacije zatvara kako bi se prepustio ozbiljnom razmišljanju koje potiču sumorni izgled sobe i mračni simboli kojima je opremljena.
Jean-Marie Ragon, u svom francuskom Rituel de l'Apprenti Maçon iz 1860., piše:
 To je mračno mjesto neprobojno za dnevnu svjetlost, osvijetljeno samo pogrebnom lampom. Zidovi su crni, s ukrasima poput kostura u otvorenom lijesu, koji simbolizira ispraznost ljudskih težnji. Namještaj se sastoji od stolca i stola prekrivenog bijelim platnom, na kojem se nalaze papir, pero, tinta i svijeća. Na zidu iznad stola prikazani su pijetao i pješčani sat, uz riječi 'Ustrajnost' i 'Budnost'.
Nakon što kandidat provede vrijeme u introspekciji, dobiva tri pitanja za razmišljanje: "Što čovjek duguje Bogu? Što duguje samome sebi? Što duguje bližnjima?" Odgovori na ova pitanja često se svode na ljubav prema Bogu, sebi i drugima.
Albert Pike također se u svojim djelima opširno bavio simbolikom sobe za razmišljanje, posebno u okviru Škotskog obreda.
Soba za razmišljanje nije samo fizički prostor, već simboličko mjesto introspekcije i duhovne pripreme.
Soba za razmišljanje trebala bi se idealno nalaziti ispod prostorije lože, s prirodnim zemljanim podom i zidovima obojenim crnom bojom ili izrađenim od kamena kako bi dočarali atmosferu nalik pećini. Važno je da osoba koja ulazi u sobu silazi niz stube (ili ljestve), simbolično predstavljajući spuštanje prema središtu Zemlje.

## Simbolizam
U sobi za razmišljanje nalazi se određeni broj sugestivnih simbola i arhetipskih slika. Oni mogu biti fizički prisutni ili prikazani na zidnom plakatu, oslikani ili ugravirani na zidovima. U sobi se nalazi i stol ili radni pult koji simbolizira oltar ili mjesto rada.
Iako je utjecaj namještaja u sobi nužno osoban, simbolizam se odnosi na hermetičke i alkemijske poveznice. Sama soba simbolizira pećinu, uvodeći kandidata u alkemijski element zemlje, ali također predstavlja maternicu u kojoj se kandidat razvija prije svog simboličkog ponovnog rođenja. Soba za razmišljanje može imati još dublja značenja ovisno o obredu.

### Ljudska lubanja
U ranim ložama inzistiralo se na korištenju cijelog ljudskog kostura, no danas većina loža koristi lubanju i ukrižene kosti kako bi prizvale misao o fizičkoj smrti. U baroknom slikarstvu mrtva priroda s prikazom lubanje služila je za ilustraciju ispraznosti, mane osobe koja ima previsoko mišljenje o sebi. Lubanja je tako djelovala kao podsjetnik na neizbježnost smrti i poziv na poniznost.
U europskim i azijskim legendama ljudska lubanja simbolizira pandan nebeskom svodu. U sobi za razmišljanje, lubanja evocira alkemijsku temu truljenja, podsjećajući kandidata na proces propadanja kao dio simboličke transformacije.

### Zrcalo
U nekim obredima na stol u sobi reflekcije može se postaviti zrcalo. Ono simbolizira potragu za samospoznajom i introspekcijom, ali istovremeno podsjeća kandidata da je on sam sebi sudac. U antičko doba zrcalo (speculum) koristilo se za promatranje neba, što dodatno naglašava njegovu ulogu u povezivanju osobne refleksije s univerzalnim i duhovnim dimenzijama.

### Pješčani sat
Pješčani sat simbolizira vrijeme. Svojim prikazom protjecanja vremena, podsjeća na ključnu stvarnost: ograničeno trajanje zemaljskog života. Povezuje se s nepromjenjivim ciklusima rađanja i smrti, kao i s pojmovima starenja, sudbinske neizbježnosti i nepovratnosti. Dvije polovice pješčanog sata mogu se simbolično usporediti s nebom i zemljom, naglašavajući međusobnu povezanost prolaznog i vječnog.

### Kosac
Prikaz Smrti kao kosca jedna je od alegorija smrti. Poljoprivredni alat i simbol smrti, kosa je ponekad nacrtana iza pješčanog sata u sobi za razmišljanje. Ona se povezuje s parabolom o žetvi, evocirajući zrno koje umire kako bi donijelo novi život. U grčkoj mitologiji Kron je često prikazivan kako drži kosu i pješčani sat, simbolizirajući povezanost vremena, smrti i cikličke prirode života. Tijekom srednjeg vijeka, za vrijeme pošasti crne smrti, pojavljuje se antropomorfni prikaz smrti pod nazivom "Veliki kosac". O njemu se govorilo da ubija bolesne udarcem kose, ne praveći razliku među društvenim klasama. Saturn, drevni rimski bog poljoprivrede i vremena, također je prikazivan s kosom. On s jedne strane uzima (vrijeme, smrt, epidemije), a s druge daje (žetvu, ljeto, obilje), bez razlike ili pristranosti. Kosa stoga simbolizira ne samo smrt već i ideju jednakosti pred njom.

### Pjetao
Pijetao je u mitologijama Indije i indijanskog plemena Pueblo povezan sa Suncem, dok u zoroastrijskim vjerovanjima simbolizira zaštitu dobra od zla. Prema drevnim vjerovanjima, zli duhovi, aktivni noću, bili su protjerani pjevanjem pijetla prije zore: "Otkupitelja, ptica jutarnja; Dugovetnu svu pjeva noć, i onda; Ni dusi, vele, ne obilaze." (Hamlet, čin I.). Pijetao također ima alkemijsko značenje te simbolizira živu. Dvije riječi koje se često povezuju s pijetlom su "Ustrajnost" i "Budnost". U suvremenoj slobodnom zidarstvu, posebno u kontekstu sobe za razmišljanje, pijetao se smatra "jedinom životinjom dovoljno hrabrom da kroči u tamu i dozove dolazak dana." Time šalje poruku ohrabrenja kandidatu, potičući ga na ustrajnost i budnost tijekom vlastitog duhovnog putovanja.

### Kruh
Povezan s pšenicom, kruh simbolizira život, a u kombinaciji s kvascem predstavlja duhovnu transformaciju kandidata. Također se može povezati s trudom i radom, kao što je opisano u Knjizi Postanka (3,19): "U znoju lica svoga kruh svoj ćeš jesti dokle se u zemlju ne vratiš: ta iz zemlje uzet si bio – prah si, u prah ćeš se i vratiti." Ovaj odlomak povezuje se s prvom fazom inicijacije – simboličkom smrću i povratkom u zemlju. Kruh u sebi sadrži i četiri osnovna elementa alkemije: zemlju (brašno i peć), vodu (tekućinu), zrak (fermentaciju kvasca) i vatru (pečenje). Na taj način kruh postaje simbol transformacije, cikličke prirode života i duhovnog uzdizanja.

### Voda
Voda je element bez kojeg život nije moguć i simbol je svih izvora života kod Egipćana. U grčkoj mitologiji njezina je prisutnost dobro poznata, posebno kroz rijeku Stiks, čije ledene vode simboliziraju prijelaz iz života u smrt, uz zlokobnog lađara Harona. U židovsko-kršćanskoj tradiciji voda simbolizira pročišćenje i obnovu, naglašavajući njezinu ključnu ulogu u transformaciji i duhovnom preporodu. Voda je, stoga, univerzalni simbol života, prijelaza i duhovne čistoće.

### Sol, sumpor i živa
Na stolu u sobi za razmišljanje, gdje kandidat piše svoj filozofski testament, nalaze se tri posude koje sadrže tri osnovna elementa svake transmutacije (poznata kao Tria Prima): sumpor, sol i živu. Živa je zlatarima bila plemenit proizvod koji im je omogućavao pročišćavanje zlata i srebra uklanjanjem svih metalnih "nečistoća". U alkemiji, sumpor, sol i živa smatraju se trima temeljima svih stvari. Ponekad se na stolu fizički nalaze samo sol i živa, dok sumpor simbolizira pijetao. Sol također može predstavljati povezanost s Bogom, budući da je u Bibliji i Tori simbol saveza s Bogom. Sumpor se često povezuje s podzemljem i paklom, kao i materijalom koji je, prema Bibliji, Bog koristio za kažnjavanje čovječanstva za najveće grijehe. Ova simbolika ima smisla jer se vjeruje da se pakao nalazi u središtu Zemlje, što se povezuje s akronimom V.I.T.R.I.O.L., koji potiče na istraživanje unutarnjeg i dubokog duhovnog preobražaja.